# Флаг Аксубаевского района
Флаг Аксуба́евского муниципального района Республики Татарстан Российской Федерации — опознавательно-правовой знак, служащий официальным символом муниципального образования.

## Описание
«Флаг Аксубаевского района представляет прямоугольное полотнище с отношением ширины к длине 2:3, разделённое по горизонтали на две равных полосы — зелёную и красную, с голубым треугольником у древка, занимающим (1/4) площади полотнища, с изображением жёлтого стилизованного солнца и трёх летящих к нему белых голубей».

## Обоснование символики
Флаг Аксубаевского района разработан на основе герба, который языком символов и аллегорий отражает культурные, исторические и экономические особенности района.
Три белых голубя соприкасающихся крыльями и окружающих солнце символизирует мирное и гармоничное сосуществование трёх народов на территории района: чувашей, татар и русских. Белый цвет (серебро) — символ чистоты, совершенства, мира и взаимопонимания.
Жёлтое солнце показывает Аксубаевский район как самобытную землю богатую традициями, жители которой сохраняют память о своих предках и заботятся о потомках. Солнце — традиционный символ плодородия, истины, бескорыстия, славы.
Символика трёх частей полотнища многозначна: 

— символизируют направления экономики района: нефть, хлеборобство, животноводство; 

— поля показывают смену времён года и основанный на ней земледельческий годовой цикл; таким образом, подчёркивая сельскохозяйственную направленность районного производства.
Жёлтый цвет (золото) — символ урожая, богатства, стабильности, уважения и интеллекта.
Красный цвет — символ мужества, силы, труда, красоты.
Голубой цвет — символ чести, благородства, духовности.
Зелёный цвет — символ природы, здоровья, жизненного роста, возрождения.